# Adriana Lunardi
Adriana Lunardi (Xaxim, 1964) es una escritora y guionista brasileña. Graduada en Comunicación Social por la Universidad Federal de Santa María con maestría en literatura brasileña por la Universidad Estadual de Río de Janeiro (UERJ). Su primer libro, Las chicas de la Torre de Helsinki (1996), fue publicado en Porto Alegre, donde la autora vivió hasta 1999. La obra recibió el Premio Funproarte y el Trofeo Açorianos en dos categorías: mejor libro de cuentos y autor debutante. Con una beca de la Fundación Biblioteca Nacional, escribió Vísperas (2000), nominado para el premio Jabuti y publicado en Francia, Portugal, Croacia y Argentina. Su primera novela, Cuerpo extraño (2006) es finalista del Premio Zaffari-Bourbon y también traducido al francés. La novela La vendedora de fósforos (2011) fue finalista del Premio São Paulo de Literatura de 2012.